# Aviosuperficie San Sepolcro
L'aviosuperficie Sansepolcro è un'aviosuperficie italiana situata a sud-est dell'abitato di Sansepolcro, in provincia di Arezzo.

## Strutture e dati tecnici
L'aviosuperificie, posta ad un'altitudine di 315 m, è dotata di una pista in erba lunga 810 m con orientamento RWY 02/20 ed è aperta al solo traffico turistico diurno.
È stata inserita nel Piano Nazionale Protezione Civile come base per la Valtiberina.
Nel 1990 viene realizzato un eliporto in asfalto di 20 m x 20 m, posizionata la torre di controllo donata dall'aeroporto di Forlì e allungata la pista a 810 m per una larghezza di 20 m oltre le fasce di rispetto (20 m ognuna).
Nel 2005 viene fondata la prima scuola di volo. Nel 2008 la struttura viene inserita nel Jeppesen con la sigla IT0003. Nel 2009 la pista di atterraggio viene illuminata e dotata della prima torre di controllo autonoma dotata di sistema di separazione traffico. Sempre in questo anno viene aperta la Dogana sia merci che passeggeri su richiesta 24 prima. Sansepolcro ha una infrastruttura aeroportuale aperta al traffico extra CEE. Nel 2010 iniziano le sperimentazioni sul sistema di illuminazione zig-bee.
I movimenti di traffico nell'anno 2011 sono stati di 2370 aeromobili di cui il 35% stranieri (Germania, Austria, Spagna, Svizzera, Belgio e Francia).
Il 12 maggio 2012 accoglie il Santo Padre Benedetto XVI che riesce ad atterrare nonostante le pessime condizioni meteorologiche grazie all'impianto d'illuminazione della pista.
Il 3 luglio 2012 l'aviosuperficie ospita un Posto Base Avanzato (PBA) nell'àmbito dell'esercitazione di soccorso aereo "SATER 02-2012" nel corso della quale per la prima volta vengono pianificate e condotte anche missioni notturne. All'esercitazione hanno partecipato l'Aeronautica Militare, il Corpo nazionale di soccorso alpino e speleologico e il personale del Corpo Ausiliario Infermiere Volontarie della Croce Rossa Italiana.
L'infrastruttura ottiene il nominativo ICAO: LIQF nel 2013 ed il 29 novembre 2014 viene certificata da ENAC anche l'operatività notturna dell'elisuperficie realizzata in manto erboso drenante con capacità di carico di 1 ton.